# Frostzone
Deutschland ist zum Zweck der frostsicheren Bemessung des Straßenoberbaus (Frostschutzbauweise) in aktuell drei Frostzonen gegliedert. Diese Einteilung basiert auf den Erfahrungen und Erkenntnis aus der Frosteinwirkung des Winters 1962/63. Dies war ein sehr langer und strenger Winter. Die Karte wurde vom Arbeitsausschuss „Frost“ und der Arbeitsgruppe „Erd- und Grundbau“ erstellt. Maßgebend ist die Betrachtung von frostgefährdeten und frostempfindlichen Böden der Bodenklassen F2 und F3. Für F1 besteht keine Gefahr von Frostschäden.

## Zugehörige Begriffe
- Winter: Zur Erstellung einer Frostzonenkarte wird jeweils ein Winter betrachtet. Dieser dauert vom 1. November bis zum 31. März des folgenden Jahres.
- Frostperiode: Im Straßenbau ist eine Frostperiode ein Zeitabschnitt von Tagen mit Tagesmitteltemperatur in zwei Meter über Boden von weniger als Null Grad Celsius.
- Frostintensität: Die Frostintensität beschreibt die Tagesmittelwerte der Lufttemperatur während einer Frostperiode.
- Kälteperiode: Eine Kälteperiode setzt sich aus mehreren Frostperioden zusammen. Zwischen den Frostperioden dürfen aber nur Tage nicht durchgreifenden Auftauens liegen. Dies sind in etwa zwei bis drei Tage mit Temperaturen über Null Grad.
- Frostindex: Der Frostindex FI ist ein Maß für die Strenge einer Kälteperiode. Er ist das Produkt aus der negativen Tagesmitteltemperatur und einem Tag. Die Einheit ist °Cd. Nach Definition des Arbeitsausschusses Frost (Heft 105, 1994) ist der Frostindex somit der Unterschied zwischen dem Maximum und Minimum einer Temperatursummenkurve einer Kälteperiode.
- Frosteindringtiefe: Die Frosteindringtiefe ist abhängig von der Wärmeleitfähigkeit des Straßenaufbaus und des anstehenden Bodens. Sie kann verallgemeinernd über eine Faustformel berechnet werden.
{\displaystyle z_{F}=15,6*FI^{0,3}} (für mittelstrenge Kälteperioden)
- Frostzonengrenzen: Die Erkenntnisse aus dem Winter 1962/63 haben ergeben, dass Deutschland in drei Frostzonen eingeteilt werden kann, wobei Hochlagen außerhalb dieser Einteilung liegen können:

| Zone     | Grenze             | Aufschlag Schichtdicke | Beschreibung                                      |
| -------- | ------------------ | ---------------------- | ------------------------------------------------- |
| Zone I   | < 490 °Cd          | +0 cm                  | geringe Frostgefährdung, geringe Eindringtiefen   |
| Zone II  | 490 < FI < 580 °Cd | +5 cm                  | mittlere Frostgefährdung, mittlere Eindringtiefen |
| Zone III | > 580 °Cd          | +15 cm                 | große Frostgefährdung, große Eindringtiefen       |

## Forschungsstand
Da es seit 1962/63 kaum mehr ähnlich strenge Winter gegeben hat, ist zu klären, wie man die Bemessung des Straßenaufbaus in Deutschland den veränderten klimatischen Bedingungen anpassen kann, da mit zunehmenden Schichtdicken mehr Material beschafft, eingebaut und bezahlt werden muss. In den Ländern Brandenburg (Plehm/Kirchner) und Sachsen (Roßberg, Bader, Wolf) hat es bereits in den 1990er Jahren lokale Anpassungen gegeben.
Weiterhin werden verschiedene Ansätze diskutiert. Dazu gehören u. a. die Anpassung der aktuell in der RStO 2001 abgedruckten Karte, eine Betrachtung über Häufigkeit und Wiederkehrzeiträume sowie über die Höhenlage der Baustellen.